# Sejtan
Sejtan ili seitan je jelo od punog pšeničnog zrna, bogato bjelančevinama. Radi se o pšeničnom glutenu koji u prehrani gotovo u cijelosti može nadomjestiti potrebu za mesom. Jela sa sejtanom pripremaju se na isti način kao i jela s mesom. Potječe iz kineske kuhinje, a u zapadnim zemljama rabi se najčešće u makrobiotičkoj i vegetarijanskoj prehrani.

## Priprema
U trgovinama se može kupiti svježi ili dimljeni sejtan. Svježi je sejtan već djelomično kuhan i slan, prethodno mariniran u sojinom umaku, shoyu ili tamari. Sejtan se može pripremiti i kod kuće od pšeničnog brašna T-850 ili T-1100. Zamijesi se ne pretvrdo tijesto s mlakom vodom, potom ostavi mirovati neko vrijeme u mlakoj vodi i nakon toga započinje proces ispiranja škroba. Tijesto se naizmjence ispire mlakom i hladnom vodom, te nakon svakog ispiranja ocijedi, a ispire se dok voda ne postane bistra. Postupnim ispiranjem dobiva se gumasta smjesa, tj. gluten. Dobiveni gluten se zavezan u gazu, kuha u slanoj vodi oko jedan sat. Umjesto soli vodi se može dodati sojin umak. Dobiveni se svježi sejtan dalje koristi umjesto mesa, mariniran u sojinom umaku i po želji s ostalim začinima. Osim odrezaka, priprema se i poput ćevapa, pljeskavica, služi kao nadjev za sarme, paprike, dodatak povrću, pizzi i razna druga jela.

## Vanjske poveznice
- O sejtanu na službenim stranicama udruge Prijatelji životinja
- Upute za pripremu sejtana na službenim stranicama udruge Prijatelji životinja

### Ostali projekti
|  | Zajednički poslužitelj ima stranicu o temi Sejtan    |
|  | Zajednički poslužitelj ima još gradiva o temi Sejtan |